# 창원봉림고등학교
창원봉림고등학교(昌原鳳林高等學校)는 대한민국 경상남도 창원시 의창구 봉곡동에 있는 공립 고등학교이다.

## 학교 연혁
- 2003년 3월 1일 : 창원봉림고등학교 개교
- 2003년 3월 5일 : 제1회 입학식(349명)
- 2021년 5월 12일 : 고교학점제 대비 공간혁신사업 완공
- 2023년 1월 2일 : 제18회 졸업 (7학급 남 74명, 여 79명 계 153명, 누계 5,658명)
- 2023년 3월 1일 : 고교학점제 준비 학교 지정 운영
- 2023년 3월 2일 : 제21회 입학식 (8학급 남 96명, 여 99명 계 195명)
- 2023년 9월 1일 : 	제11대 이화순 교장 취임

## 참고 자료
- 창원봉림고등학교 - 한국교육학술정보원 학교알리미